# Uroplectes formosus
Uroplectes formosus es una especie de escorpión del género Uroplectes, familia Buthidae. Fue descrita científicamente por Pocock en 1890.
Habita en Sudáfrica, Mozambique, Congo, Namibia y Esuatini. El sintipo femenino mide 28,5 mm. U. formosus se encuentra en los árboles, a menudo debajo de la corteza.